# Molnár György (labdarúgó)
Molnár György (Budapest, 1901. február 12. – Budapest, 1977. január 23.) válogatott labdarúgó, csatár, bajnoki gólkirály.

## Pályafutása

### A válogatottban
1920 és 1925 között 27 alkalommal szerepelt a válogatottban és 11 gólt szerzett. Tagja volt 1924-es párizsi olimpián helyezetlen magyar csapatnak.

## Sikerei, díjai
- Magyar bajnokság
  - bajnok: 1919–20, 1920–21, 1921–22, 1922–23, 1923–24, 1924–25, 1928–29
  - 2.: 1925–26
  - 3.: 1926–27
  - gólkirály: 1924-25 (21 gól)
- Magyar kupa
  - győztes: 1923, 1925
- Az év labdarúgója: 1922

## Statisztika

### Mérkőzései a válogatottban
| Magyarország | Magyarország         | Magyarország                    | Magyarország  | Magyarország | Magyarország      | Magyarország | Magyarország | Magyarország |
| #            | Dátum                | Helyszín                        | Hazai         | Eredmény     | Vendég            | Kiírás       | Gólok        | Esemény      |
| ------------ | -------------------- | ------------------------------- | ------------- | ------------ | ----------------- | ------------ | ------------ | ------------ |
| 1.           | 1920. október 24.    | Berlin, Deutsches Stadion       | Németország   | 1 – 0        | Magyarország      | barátságos   | -            |              |
| 2.           | 1920. november 7.    | Budapest, Hungária körúti pálya | Magyarország  | 1 – 2        | Ausztria          | barátságos   | -            |              |
| 3.           | 1921. június 5.      | Budapest, Hungária körúti pálya | Magyarország  | 3 – 0        | Németország       | barátságos   | -            |              |
|              | 1921. június 26.     | Budapest, Üllői úti pálya       | Magyarország  | 3 – 0        | Dél-Németország   | barátságos   | -            | Gól          |
|              | 1921. október 23.    | Budapest, Hungária körúti pálya | Magyarország  | 3 – 2        | Közép-Németország | barátságos   | -            | Gól          |
| 4.           | 1921. november 6.    | Budapest, Üllői úti pálya       | Magyarország  | 4 – 2        | Svédország        | barátságos   | -            |              |
| 5.           | 1921. december 18.   | Budapest, Hungária körúti pálya | Magyarország  | 1 – 0        | Lengyelország     | barátságos   | -            |              |
| 6.           | 1922. április 30.    | Budapest, Hungária körúti pálya | Magyarország  | 1 – 1        | Ausztria          | barátságos   | 1            | 51'          |
| 7.           | 1922. július 2.      | Bochum, Bochumer Stadion        | Németország   | 0 – 0        | Magyarország      | barátságos   | -            |              |
| 8.           | 1922. július 9.      | Stockholm                       | Svédország    | 1 – 1        | Magyarország      | barátságos   | -            |              |
| 9.           | 1922. november 26.   | Budapest, Üllői úti pálya       | Magyarország  | 1 – 2        | Ausztria          | barátságos   | 1            | 21'          |
| 10.          | 1923. március 4.     | Genova, Marassi-stadion         | Olaszország   | 0 – 0        | Magyarország      | barátságos   | -            |              |
| 11.          | 1923. március 11.    | Lausanne                        | Svájc         | 1 – 6        | Magyarország      | barátságos   | 2            | 4' 57'       |
| 12.          | 1923. szeptember 23. | Budapest, Hungária körúti pálya | Magyarország  | 2 – 0        | Ausztria          | barátságos   | 1            | 69'          |
| 13.          | 1923. október 28.    | Budapest, Üllői úti pálya       | Magyarország  | 2 – 1        | Svédország        | barátságos   | -            |              |
| 14.          | 1924. április 6.     | Budapest, Hungária körúti pálya | Magyarország  | 7 – 1        | Olaszország       | barátságos   | 3            | 59' 60' 69'  |
| 15.          | 1924. május 4.       | Budapest, Hungária körúti pálya | Magyarország  | 2 – 2        | Ausztria          | barátságos   | -            |              |
| 16.          | 1924. május 18.      | Zürich, Sportplatz Förrlibuck   | Svájc         | 4 – 2        | Magyarország      | barátságos   | -            |              |
| 17.          | 1924. június 4.      | Le Havre                        | Franciaország | 0 – 1        | Magyarország      | barátságos   | -            |              |
| 18.          | 1925. március 25.    | Budapest, Hungária körúti pálya | Magyarország  | 5 – 0        | Svájc             | barátságos   | 2            | 43' 79'      |
| 19.          | 1925. szeptember 20. | Budapest, Üllői úti pálya       | Magyarország  | 1 – 1        | Ausztria          | barátságos   | -            |              |
| 20.          | 1925. október 4.     | Budapest, Üllői úti pálya       | Magyarország  | 0 – 1        | Spanyolország     | barátságos   | -            |              |
| 21.          | 1925. október 11.    | Prága, Sparta-pálya             | Csehszlovákia | 2 – 0        | Magyarország      | barátságos   | -            |              |
| 22.          | 1925. november 8.    | Budapest, Üllői úti pálya       | Magyarország  | 1 – 1        | Olaszország       | barátságos   | 1            | 75'          |
| 23.          | 1926. február 14.    | Brüsszel, Daring Club-pálya     | Belgium       | 0 – 2        | Magyarország      | barátságos   | -            |              |
| 24.          | 1926. november 14.   | Budapest, Üllői úti pálya       | Magyarország  | 3 – 1        | Svédország        | barátságos   | -            |              |
| 25.          | 1926. december 19.   | Vigo                            | Spanyolország | 4 – 2        | Magyarország      | barátságos   | -            |              |
| 26.          | 1926. december 26.   | Porto                           | Portugália    | 3 – 3        | Magyarország      | barátságos   | -            |              |
| 27.          | 1927. április 10.    | Bécs, Hohe Warte                | Ausztria      | 6 – 0        | Magyarország      | barátságos   | -            | 42'          |
|              | Összesen             |                                 |               | 27           | mérkőzés          |              | 11           | gól          |